# Pleins Feux sur l'assassin

Pleins Feux sur l'assassin est un film français réalisé par Georges Franju, sorti en 1961.

## Synopsis
La plupart des héritiers du comte de Kerlosquen connaissent une mort violente dans le château dont ils doivent assurer l'entretien et les charges, la mort du comte – dont le corps n'a pas été retrouvé – ne pouvant être déclarée qu'au terme d'une période de cinq ans.

## Fiche technique
- Titre : Pleins Feux sur l'assassin
- Réalisation : Georges Franju
- Scénario original : Pierre Boileau, Thomas Narcejac
- Adaptation et dialogue : Pierre Boileau, Thomas Narcejac et Robert Thomas
- Musique : Maurice Jarre et la chanson Les Funérailles d'antan de Georges Brassens
- Photographie : Marcel Fradetal
- Montage : Gilbert Natot
- Décors : Roger Briaucourt
- Son : Robert Biart
- Production : Champs-Élysées-Productions (Paris)
- Pays de production :  France
- Tournage : 1er septembre - 30 octobre 1960
- Format : Noir et blanc - 1,66:1 - Mono - 35 mm
- Durée : 88 minutes
- Date de sortie : France - 31 mars 1961

## Distribution
- Pierre Brasseur : le comte de Kerlosquen
- Pascale Audret : Jeanne
- Marianne Koch : Edwige
- Jean-Louis Trintignant : Jean-Marie
- Jean Babilée : Christian
- Dany Saval : Micheline
- Philippe Leroy-Beaulieu : André
- Jean Ozenne : Guillaume
- Georges Rollin :Claude
- Gérard Buhr : Henri
- Serge Marquand : Yvan
- Maryse Martin : Marthe
- Lucien Raimbourg : Julien
- Robert Vattier : Le notaire

## Autour du film
- Le film constitue la dernière des trois collaborations de l’acteur Pierre Brasseur avec le réalisateur Georges Franju. Signe de sa grande popularité, l'acteur est cité en premier au générique, pour quelques minutes seulement de jeu, essentiellement au début du film.
- Le fictif château de Kerlosquen est en réalité le mélange de deux châteaux de Loire Atlantique, celui de Goulaine et celui de la Bretesche, notamment pour les prises de vue montrant le lac.
- Kerlosquen est en réalité une petite localité du Finistère sud, proche de la pointe de Beg-Meil, d'où la scène d'arrivée de Jean-Marie et Micheline au début du film, qui longent la plage dans leur Austin Healey. La narration du film veut donc situer l'action bien plus à l'ouest de la Bretagne que la réelle place des châteaux d'origine, comme le montre également la scène du cortège d'enterrement au milieu des menhirs de Carnac.
- La place du son (et de la musique de Maurice Jarre) est très soignée dans la mise en scène, l'intrigue tournant autour de l'installation d'un système élaboré de son et lumière dans le château.